# Rajd Wielkiej Brytanii 1998

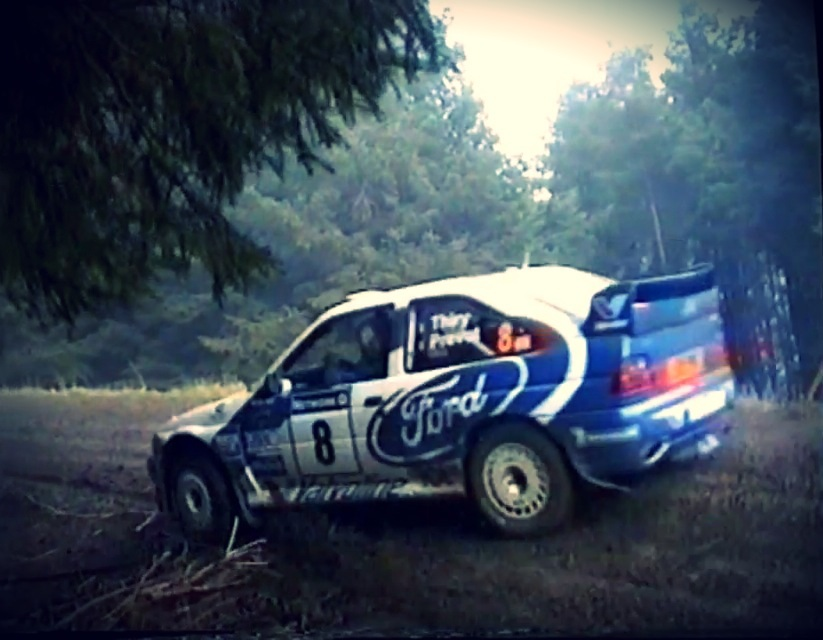
Bruno Thiry podczas rajdu

Rezultaty Rajdu Wielkiej Brytanii (54th Network Q Rally of Great Britain), eliminacji Rajdowych Mistrzostw Świata w 1998 roku, który odbył się w dniach 22 listopada - 24 listopada. Była to trzynasta i ostatnia runda czempionatu w tamtym roku i ósma na szutrze, a także dwunasta w Production World Rally Championship. Bazą rajdu było miasto Cheltenham. Zwycięzcami rajdu została brytyjska załoga Richard Burns i Robert Reid w Mitsubishi Carismie GT Evo V. Wyprzedzili oni Finów Juhę Kankkunena i Juhę Repo w Fordzie Escorcie WRC i Belgów Bruna Thiry'ego i Stéphane'a Prevota, także w Fordzie Escorcie WRC. Z kolei w Production WRC zwyciężyła austriacka załoga Manfred Stohl i Peter Müller w Mitsubishi Lancerze Evo V.
Rajdu nie ukończyły sześć załóg fabrycznych. Fin Tommi Mäkinen w Mitsubishi Lancerze Evo V miał wypadek na 7. odcinku specjalnym. Brytyjczyk Colin McRae w Subaru Imprezie WRC odpadł na 20. oesie z powodu awarii silnika, a jego brat Alister McRae jadący tym samym autem uległ wypadkowi na 22. oesie. Francuz Didier Auriol w Toyocie Corolli WRC miał awarię sprzęgła na 21. odcinku specjalnym, a jego partner z Toyoty Hiszpan Carlos Sainz miał awarię silnika na 28. oesie. Brytyjczyk Gwyndaf Evans w Seacie Córdobie WRC wycofał się na 18. oesie z powodu usterki skrzyni biegów.

## Klasyfikacja ostateczna
| Miejsce                | Zawodnik               | Pilot                  | Samochód                    | Czas                   | Strata                 | Grupa                  | Punkty                 |                        |
| Klasyfikacja generalna | Klasyfikacja generalna | Klasyfikacja generalna | Klasyfikacja generalna      | Klasyfikacja generalna | Klasyfikacja generalna | Klasyfikacja generalna | Klasyfikacja generalna | Klasyfikacja generalna |
| ---------------------- | ---------------------- | ---------------------- | --------------------------- | ---------------------- | ---------------------- | ---------------------- | ---------------------- | ---------------------- |
| 1.                     | Richard Burns          | Robert Reid            | Mitsubishi Carisma GT Evo V | 3:50:30.6              |                        | A8 M                   | 10                     |                        |
| 2.                     | Juha Kankkunen         | Juha Repo              | Ford Escort WRC             | 3:54:17.1              | +3:46.5                | A8 M                   | 6                      |                        |
| 3.                     | Bruno Thiry            | Stéphane Prévot        | Ford Escort WRC             | 3:55:58.1              | +5:27.5                | A8 M                   | 4                      |                        |
| 4.                     | Grégoire de Mevius     | Jean-Marc Fortin       | Subaru Impreza WRC          | 3:58:25.4              | +7:54.8                | A8                     | 3                      |                        |
| 5.                     | Sebastian Lindholm     | Jukka Aho              | Ford Escort WRC             | 3:58:46.2              | +8:15.6                | A8 TC                  | 2                      |                        |
| 6.                     | Harri Rovanperä        | Risto Pietiläinen      | SEAT Córdoba WRC            | 4:01:03.9              | +10:33.3               | A8 M                   | 1                      |                        |
| 7.                     | Armin Schwarz          | Manfred Hiemer         | Ford Escort WRC             | 4:02:47.3              | +12:16.7               | A8                     |                        |                        |
| 8.                     | Krzysztof Hołowczyc    | Maciej Wisławski       | Subaru Impreza WRC          | 4:03:37.3              | +13:06.7               | A8 TC                  |                        |                        |
| 9.                     | Markko Märtin          | Toomas Kitsing         | Toyota Celica GT-Four       | 4:07:41.6              | +17:11.0               | A8                     |                        |                        |
| 10.                    | Manfred Stohl          | Peter Müller           | Mitsubishi Lancer Evo V     | 4:09:37.8              | +19.07.2               | N4                     |                        |                        |
| PWRC                   |                        |                        |                             |                        |                        |                        |                        |                        |
| 1. (10.)               | Manfred Stohl          | Peter Müller           | Mitsubishi Lancer Evo V     | 4:09:37.8              |                        | N4                     | 10                     |                        |
| 2. (11.)               | David Higgins          | Chris Wood             | Subaru Impreza WRX          | 4:10:42.8              | +1:05.0                | N4                     | 6                      |                        |
| 3. (17.)               | Hamed Al-Wahaibi       | Terry Harryman         | Mitsubishi Lancer Evo IV    | 4:15:04.5              | +5:26.7                | N4                     | 4                      |                        |
| 4. (21.)               | Pernilla Walfridsson   | Ulrika Mattsson        | Mitsubishi Lancer Evo V     | 4:21:33.5              | +11:55.7               | N4                     | 3                      |                        |
| 5. (24.)               | Juha Kangas            | John Kennard           | Subaru Impreza WRX          | 4:24:26.3              | +14:48.5               | N4                     | 2                      |                        |
| 6. (29.)               | Vince Wetton           | Joff Haigh             | Mitsubishi Lancer Evo IV    | 4:28:09.2              | +18:31.4               | N4                     | 1                      |                        |
| 2L WRC                 |                        |                        |                             |                        |                        |                        |                        |                        |
| 1. (12.)               | Tapio Laukkanen        | Kaj Lindström          | Renault Mégane Maxi         | 4:11:36.1              | -                      | A7                     |                        |                        |
| 2. (16.)               | Toni Gardemeister      | Paavo Lukander         | Seat Ibiza Kit Car Evo2     | 4:14:32.9              | +2:56.8                | A7                     |                        |                        |
| 3. (22.)               | Salvador Cañellas Jr.  | Xavier Lorza           | Seat Ibiza Kit Car Evo2     | 4:22:01.0              | +10:24.9               | A7                     |                        |                        |

## Zwycięzcy odcinków specjalnych
| Dzień      | Odcinek | G. rozp. | Nazwa                    | Długość  | Zwycięzca                 | Czas    | Lider rajdu               |
| ---------- | ------- | -------- | ------------------------ | -------- | ------------------------- | ------- | ------------------------- |
| 1 (22 LIS) | SS1     | 07:20    | Cheltenham 1             | 1.76 km  | Colin McRae Alister McRae | 1:29.4  | Colin McRae Alister McRae |
| 1 (22 LIS) | SS2     | 08:36    | Cornbury                 | 4.16 km  | Colin McRae               | 2:52.1  | Colin McRae               |
| 1 (22 LIS) | SS3     | 10:07    | Silverstone 1            | 8.69 km  | Colin McRae               | 5:44.8  | Colin McRae               |
| 1 (22 LIS) | SS4     | 10:20    | Silverstone 2            | 8.69 km  | Colin McRae               | 5:41.6  | Colin McRae               |
| 1 (22 LIS) | SS5     | 11:59    | Millbrook 1              | 7.13 km  | Colin McRae               | 4:38.8  | Colin McRae               |
| 1 (22 LIS) | SS6     | 12:12    | Millbrook 2              | 7.13 km  | Colin McRae               | 4:35.5  | Colin McRae               |
| 1 (22 LIS) | SS7     | 13:45    | Silversone Super Special | 1.96 km  | Carlos Sainz              | 1:27.7  | Colin McRae               |
| 1 (22 LIS) | SS8     | 14:22    | Silverstone 3            | 6.99 km  | Colin McRae               | 4:50.6  | Colin McRae               |
| 1 (22 LIS) | SS9     | 14:35    | Silverstone 3            | 6.99 km  | Didier Auriol             | 4:51.9  | Colin McRae               |
| 1 (22 LIS) | SS10    | 14:58    | Towcester                | 3.23 km  | Didier Auriol             | 2:16.7  | Colin McRae               |
| 1 (22 LIS) | SS11    | 16:51    | Donington 1              | 6.30 km  | Colin McRae Alister McRae | 3:49.3  | Colin McRae               |
| 1 (22 LIS) | SS12    | 17:02    | Donington 2              | 6.30 km  | Alister McRae             | 3:44.4  | Colin McRae               |
| 1 (22 LIS) | SS13    | 18:58    | Cheltenham 2             | 1.61 km  | Richard Burns Bruno Thiry | 1:22.6  | Colin McRae               |
| 2 (23 LIS) | SS14    | 14:55    | Radnor                   | 10.80 km | Richard Burns             | 11:58.7 | Colin McRae               |
| 2 (23 LIS) | SS15    | 09:50    | Myherin 1                | 16.86 km | Richard Burns             | 9:51.5  | Colin McRae               |
| 2 (23 LIS) | SS16    | 10:37    | Tywi                     | 19.88 km | Richard Burns             | 12:18.1 | Richard Burns             |
| 2 (23 LIS) | SS17    | 13:09    | Esgair Dafydd            | 8.70 km  | Colin McRae               | 5:24.0  | Colin McRae               |
| 2 (23 LIS) | SS18    | 13:58    | Crychan                  | 21.99 km | Colin McRae               | 13:04.5 | Colin McRae               |
| 2 (23 LIS) | SS19    | 14:30    | Cefin                    | 9.15 km  | Colin McRae               | 5:37.7  | Colin McRae               |
| 2 (23 LIS) | SS20    | 16:51    | Sweet Lamb               | 25.70 km | Richard Burns             | 16:35.4 | Richard Burns             |
| 2 (23 LIS) | SS21    | 17:35    | Myherin 2                | 16.86 km | Richard Burns             | 10:24.7 | Richard Burns             |
| 3 (24 LIS) | SS22    | 07:09    | St. Gwynno               | 13.80 km | Richard Burns             | 8:05.6  | Richard Burns             |
| 3 (24 LIS) | SS23    | 07:36    | Tyle                     | 10.65 km | Richard Burns             | 6:20.3  | Richard Burns             |
| 3 (24 LIS) | SS24    | 08:12    | Rhondda                  | 36.29 km | Richard Burns             | 20:45.3 | Richard Burns             |
| 3 (24 LIS) | SS25    | 10:09    | Resolfen                 | 44.60 km | Richard Burns             | 25:30.5 | Richard Burns             |
| 3 (24 LIS) | SS26    | 11:52    | Rheola                   | 24.90 km | Richard Burns             | 13:59.9 | Richard Burns             |
| 3 (24 LIS) | SS27    | 13:07    | Argoed                   | 9.04 km  | Richard Burns             | 5:38.9  | Richard Burns             |
| 3 (24 LIS) | SS28    | 13:26    | Margam                   | 27.09 km | Richard Burns             | 16:28.9 | Richard Burns             |

## Klasyfikacja końcowa sezonu 1998
Tabele przedstawiają tylko pięć pierwszych miejsc.

### Kierowcy
| Lp. | Kierowca       | Pkt |
| --- | -------------- | --- |
| 1   | Tommi Mäkinen  | 58  |
| 2   | Carlos Sainz   | 56  |
| 3   | Colin McRae    | 45  |
| 4   | Juha Kankkunen | 39  |
| 5   | Didier Auriol  | 34  |

### Producenci
| Lp. | Producent           | Pkt |
| --- | ------------------- | --- |
| 1   | Mitsubishi Ralliart | 91  |
| 2   | Toyota Castrol Team | 85  |
| 3   | 555 Subaru WRT      | 65  |
| 4   | Ford Motor Co. Ltd. | 53  |
| 5   | Seat Sport          | 1   |